# Stor pigglav
Stor pigglav (Cladonia amaurocraea) är en lavart som först beskrevs av Heinrich Gustav Flörke, och fick sitt nu gällande namn av Ludwig Emanuel Schaerer. Stor pigglav ingår i släktet Cladonia, och familjen Cladoniaceae. Arten är reproducerande i Sverige.

## Bildgalleri

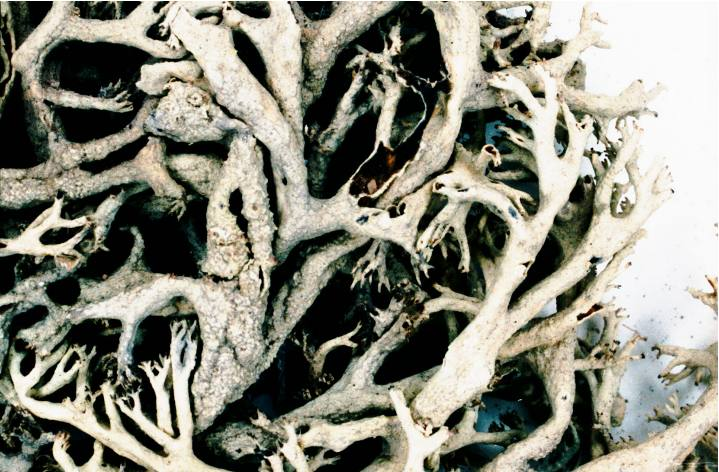
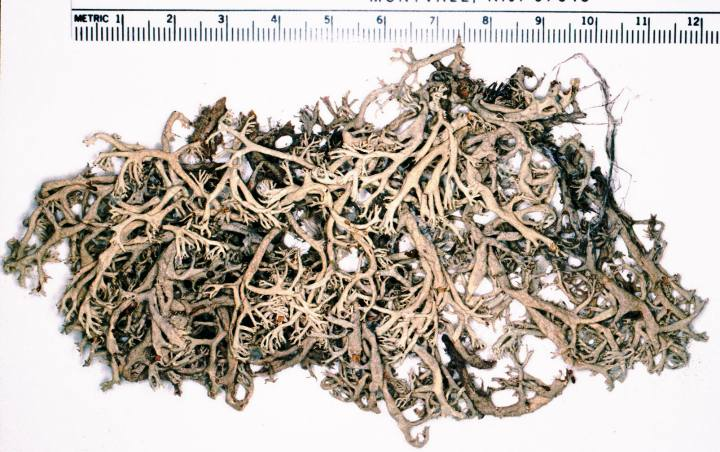
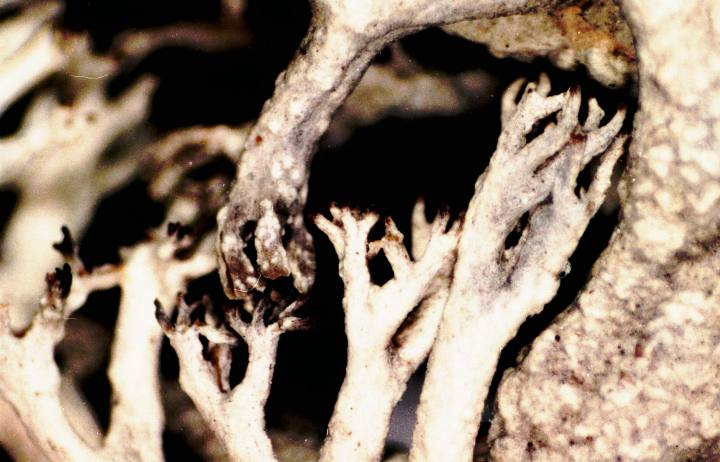